# Gore, Idrija
Gore este o localitate din comuna Idrija, Slovenia, cu o populație de 122 de locuitori.